# Lunitz 12B
Lunitz 12B is een klein parkje in de wijk Nikolaivoorstad van de Duitse stad Görlitz dat is aangelegd op de locatie van een afgebroken woning en de er achtergelegen tuin.
In het midden van het parkje staan vier judasbomen met zitblokken en een klokkenspel, een kunstwerk dat ook gebruikt kan worden als speelgelegenheid.
Door de ligging op het zuiden gerichte bereikt de zon het park ook in de winter vrijwel de gehele dag. Hierdoor is er een biotoop gecreëerd voor diverse warmteminnende planten als lavendel en tijm.